# Heiligen-Verklärungs-Kloster (Spas)

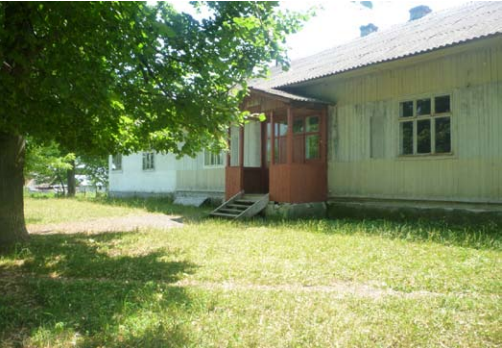
Der Ort, an dem einst das Kloster stand, in dem Dorf Spas

Das Heiligen-Verklärungs-Kloster von Spas (ukrainisch Свято-Преображенський монастир) ist ein ehemaliges Männerkloster, dessen Anfänge bis in die zweite Hälfte des 13. Jahrhunderts zurückreichen. Es wurde wahrscheinlich von Fürst Leo I. von Galizien wie die das Sankt-Georgs-Kloster mit der Sankt-Georgs-Kathedrale am Stadtrand von Lwiw nach dem Willen seines Onkels Wassilko Romanowitsch gegründet, der 1269 starb. Das Kloster befand sich im Dorf von Spas (jetzt Rajon Sambir, Oblast Lwiw, Ukraine). Es ist eines der ältesten in der Ukraine.

## Geschichte
Es ist bekannt, dass es im Dorf Spas eine Höhle gab, in der die Mönche lebten, aus der später das berühmte Kloster der Heiligen Verklärung hervorging. Das Kloster der Heiligen Verklärung in Spas ist eines der ältesten Klöster der Ukraine.
Wissenschaftler gehen davon aus, dass bereits zu Zeiten des Fürsten Jaroslaw Osmomysl Klöster auf dem Gebiet des Rajon Staryj Sambir bestanden. Im 14. und 15. Jahrhundert gab es viele von ihnen, was nach Ansicht des Wissenschaftlers Igor Myzko Anlass gibt, diese Region mit dem berühmten religiösen Zentrum von Athos zu vergleichen, einer gebirgigen Halbinsel in Griechenland mit zahlreichen Klöstern.
Das Kloster lag am Fluss Duben, der in den Dnister mündet. Am Ende des 18. Jahrhunderts wurde das Kloster von dem galizischen Fürsten Leo I. von Galizien restauriert, der der Legende nach die letzten Jahre seines Lebens dort verbrachte und 1301 starb. Die Forscherin Zofja Strzetelska-Grynbergowa stellte jedoch fest, dass Fürst Leo I. von Spas aus in das Kloster in der Nähe des Dorfes Lawriw ging, wo er starb. In ihrem Werk sagt sie auf Polnisch, dass es ein paar Kilometer entfernt „an einem abgelegenen Ort ein Basilianerkloster gab, dem Leo I. seine Dienste erwiesen hat: Hierher hat er sich schließlich zurückgezogen.“ („Lenina, w ustroniu był monastyr Bazylianów, ktorem Lew świadczyl dobrodziejstwa: tu schronił sie on ostatecznie.“), was die weit verbreitete Legende widerlegt, dass Fürst Leo I. im Kloster Spas gestorben sei.
Es gibt eine Version, nach der Fürst Leo I. das Kloster, das bereits Ende des 11. Jahrhunderts existierte, nicht gegründet, sondern nur restauriert hat. 1071, als der polnische König Bolesław II. die Stadt Przemysl besetzte, war der Przemysler Bischof gezwungen, das Kloster des Heiligen Erlösers in der Nähe von Staryj Sambir als Residenz zu wählen, wo er bis 1079 blieb, so Professor Mykhailo Kryl.
Die Existenz einer eigenen, von Przemysl unabhängigen Diözese Sambir ist mit diesem Kloster verbunden. Im 12. Jahrhundert war das Episkopat von Sambir unabhängig und hatte seine eigenen Bischöfe, die sich im Kloster in Spas befanden.
In späteren Zeiten diente das Kloster als Winterresidenz der orthodoxen Bischöfe von Przemyśl. Die Klöster in Spas und Lawriw werden auch in einer Urkunde des polnischen Königs Władysław II. Jagiełło von 1422 erwähnt.
Im 16. Jahrhundert gab es im Kloster in Spas eine Schule für die Ausbildung von Priestern, hier wurden Bücher kopiert. Urkundliche Informationen über das Skriptorium existieren seit 1518.
Im Jahr 1633 übergab der polnische König Władysław IV. Wasa das Kloster zusammen mit den Klöstern in Lawriw und Smilnyzja und ihren Besitzungen dem orthodoxen Bischof I. Popelew.
Das Verklärungskloster in Spas war dem Kloster im Dorf Straschewytschi untergeordnet, das in den Quellen des 15. Jahrhunderts erwähnt wird, sowie einem Kloster im Dorf Welyka Suschyzja, das in der Mitte des 17. Jahrhunderts existierte und von V. Stebelskyj gegründet und Ende des 18. Jahrhunderts aufgelöst wurde.
Das Kloster in Spas wurde durch das kaiserliche Patent von 1786 im Zuge der Josephinischen Reform aufgehoben.

## Beschreibung des Klosters
Aus der Beschreibung des Klosters, die auf das Ende des 18. Jahrhunderts zurückgeht, und den archäologischen Forschungen geht hervor, dass das Kloster auf einer Landzunge zwischen dem Dnister und seinen Nebenflüssen lag und aus einem Hof und Klostergebäuden bestand, teils von einem Holzzaun und teils von einer Steinmauer umgeben war, hinter der sich auf der Südseite des Zauns Holzzellen befanden sowie eine Steinkirche und ein Wehrturm. Zwei Tore führten von Westen her in den Klosterhof – eines aus Holz, das andere aus Backstein.

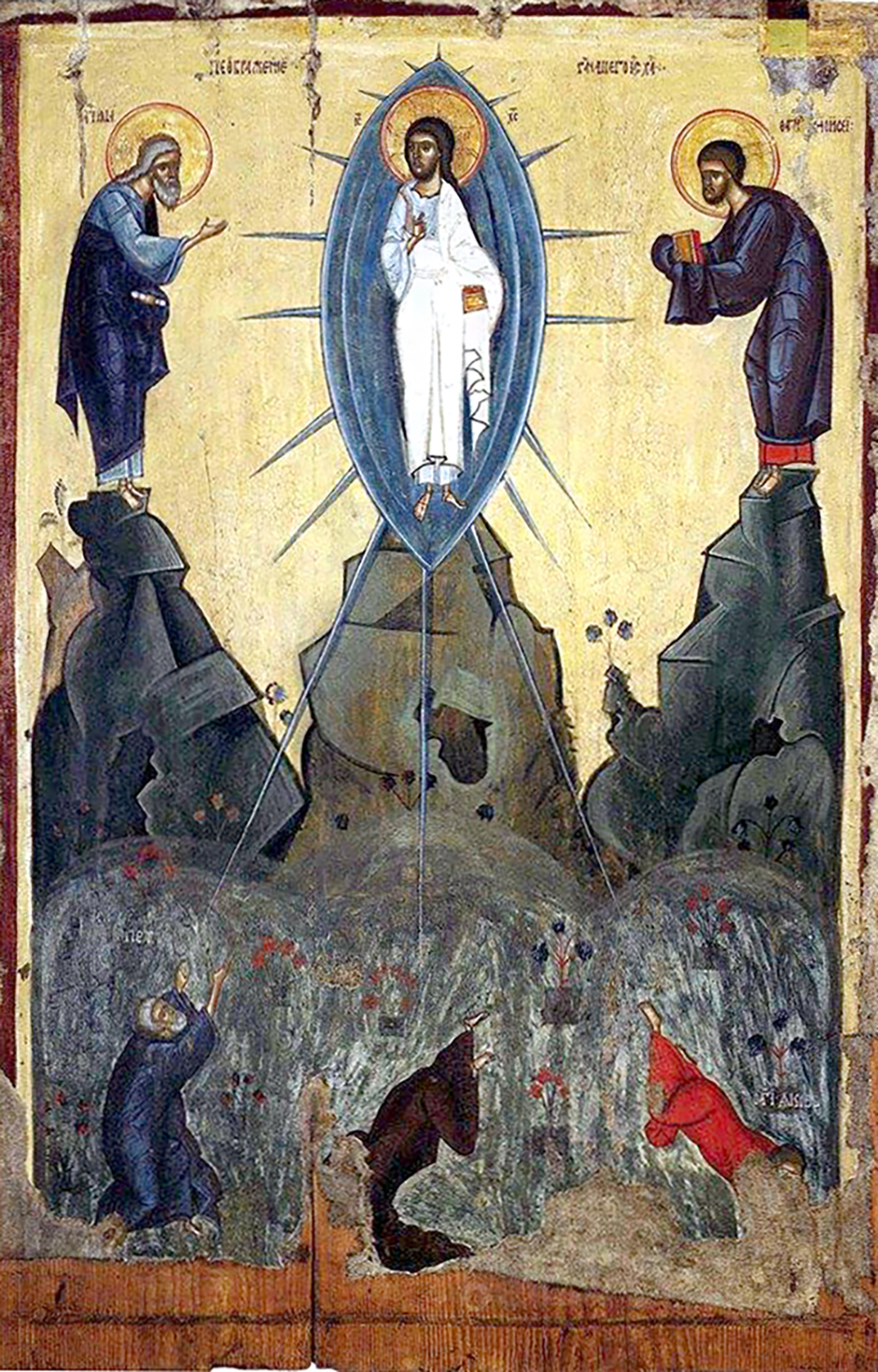
Ikone der Verklärung aus dem Dorf Busowysko, von der man annimmt, dass sie eine Kirchenikone in der Verklärungskirche des Klosters in Spas war.

## Spirituelle, kulturelle und verteidigungspolitische Bedeutung
Die Klöster in Spas und Lawriw gehörten zu den bedeutendsten geistigen und kulturellen Zentren Galiziens in jener Zeit. Es ist auch bekannt, dass zwischen diesem Kloster und dem in Horodyski und dem in Lawriw im 18. Jahrhundert Kodizes ausgetauscht wurden. Da es damals keinen systematischen Handel mit Büchern gab, ergänzten die Klöster auf diese Weise ihre Sammlungen.
Die Antimension des Bischofs Michael Kopystynski von Przemyśl aus dem Kloster in Spas, die 1603 von seiner Verwandten Kateryna Kopystynska gestickt wurde, ist ein Originaldenkmal der ukrainischen Nähkunst und wird im Nationalmuseum in Lwiw aufbewahrt.
Auch hatte das Kloster der Verklärung in Spas einen ernsthaften Verteidigungscharakter, insbesondere sein Verteidigungsturm, der eine lebendige Darstellung der Seite des Verteidigungsbaus war, die von Fürst Roman Mstislawitsch an der Wende des 17. zum 18. Jahrhundert initiiert wurde.

## Kirche

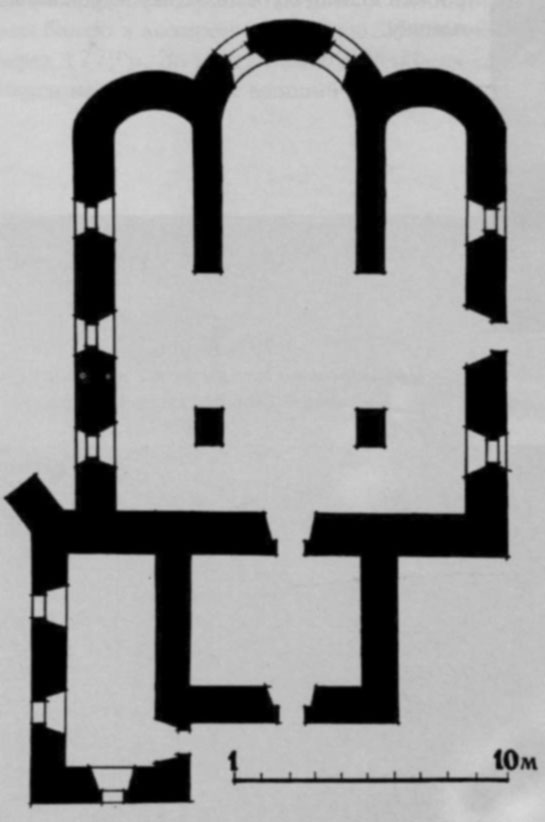
Plan der Kirche der Verklärung des Herrn im Dorf Spas, angefertigt von Ritner im Jahr 1815.

Die steinerne Kirche der Verklärung des Herrn (Erlösers) stammt aus dem Jahr 1295.
Laut einer gefälschten Urkunde des Fürsten Leo I., die am 12. Januar 1292 in Lwiw ausgestellt wurde, wurde sie an der Stelle einer alten Holzkirche errichtet. Die erhaltene Beschreibung dieser Kirche aus der Mitte des 18. Jahrhunderts bestätigt die Zeit ihrer Entstehung am Ende des 13. Jahrhunderts.
Die Erlöserkirche hatte den Status einer Kathedrale. Der erhaltene Plan der Kirche, der von dem Architekten Ritner vermessen wurde, zeigt, dass die Kirche aus Backstein gebaut wurde, eine dreischiffige Dreiapsidenkirche mit Kreuzkuppel war – was typisch für den altrussischen Bau ist. Die Beschreibung besagt, dass sie ein offenes Mauerwerk hatte und „von einer Säule hochgezogen“ war und mit einer Kuppel endete. In Bezug auf ihre volumetrisch-räumliche Lösung stand die Erlöserkirche der Gruppe der ukrainischen Kirchen aus dem Dnjepr-Gebiet („Придніпров'я“) des 12.–13. Jahrhunderts nahe, die eine säulenförmige Komposition aufweisen. Die Kirche besaß ein Wandfresko aus dem Jahr 1547.
Die Erlöser-Verklärungskirche des Klosters in Spas setzte – nach dem erhaltenen schematischen Plan und einer kurzen Beschreibung aus dem 18. Jahrhundert zu urteilen – die Tradition der vertikal entwickelten Kirchen aus der Wende vom 12. zum 13. Jahrhundert fort.
Zwei Türen führten in die Kirche – eine westliche und eine südliche. Im Westen befand sich ein Narthex, an den sich im Norden eine rechteckige Kapelle anschloss, die im Süden einen separaten Eingang hatte. Die Wände der Kirche sind mit Fresken im Stil der Ikonen des 16. Jahrhunderts verziert, die die Merkmale der pastösen Korpusschrift und der Paläographie aufweisen. Einige Ikonen wurden an die umliegenden Dörfer verkauft, der Altar der Jungfrau Maria ging in das Dorf Busowysko und die Ikonostase nach Terschiw, in die Nähe von Spas. Andere Kirchengüter wurden dem Lawriw-Kloster übertragen.
Die Klosterkirche stand bis 1816. In diesem Jahr wurde mit dem Abbau der Anlage begonnen. Zuvor fertigte der Ingenieur Ritner einen Plan der Kirche an. In der Nähe der Kirche auf der Ostseite stand ein steinerner Tetraederturm, dessen Überreste 1978 von Archäologen während einer architektonischen und archäologischen Expedition unter der Leitung von M. Malewsko-Malewitsch entdeckt wurden.
In den frühen 1990er Jahren wurde eine kleine katholische Steinkapelle im Dorf in eine Kirche umgewandelt.